# Kirche Lerbach

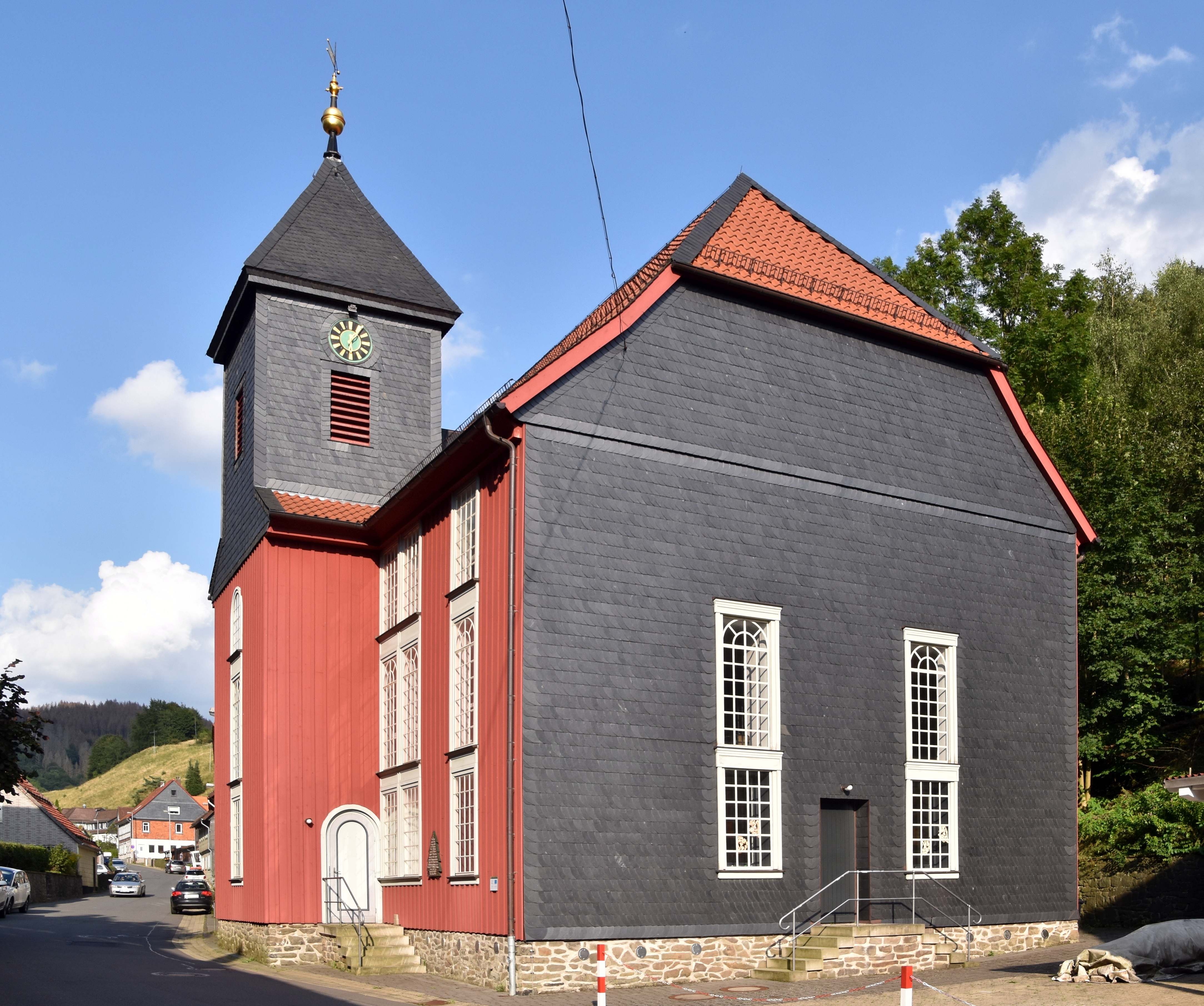
Kirche Lerbach

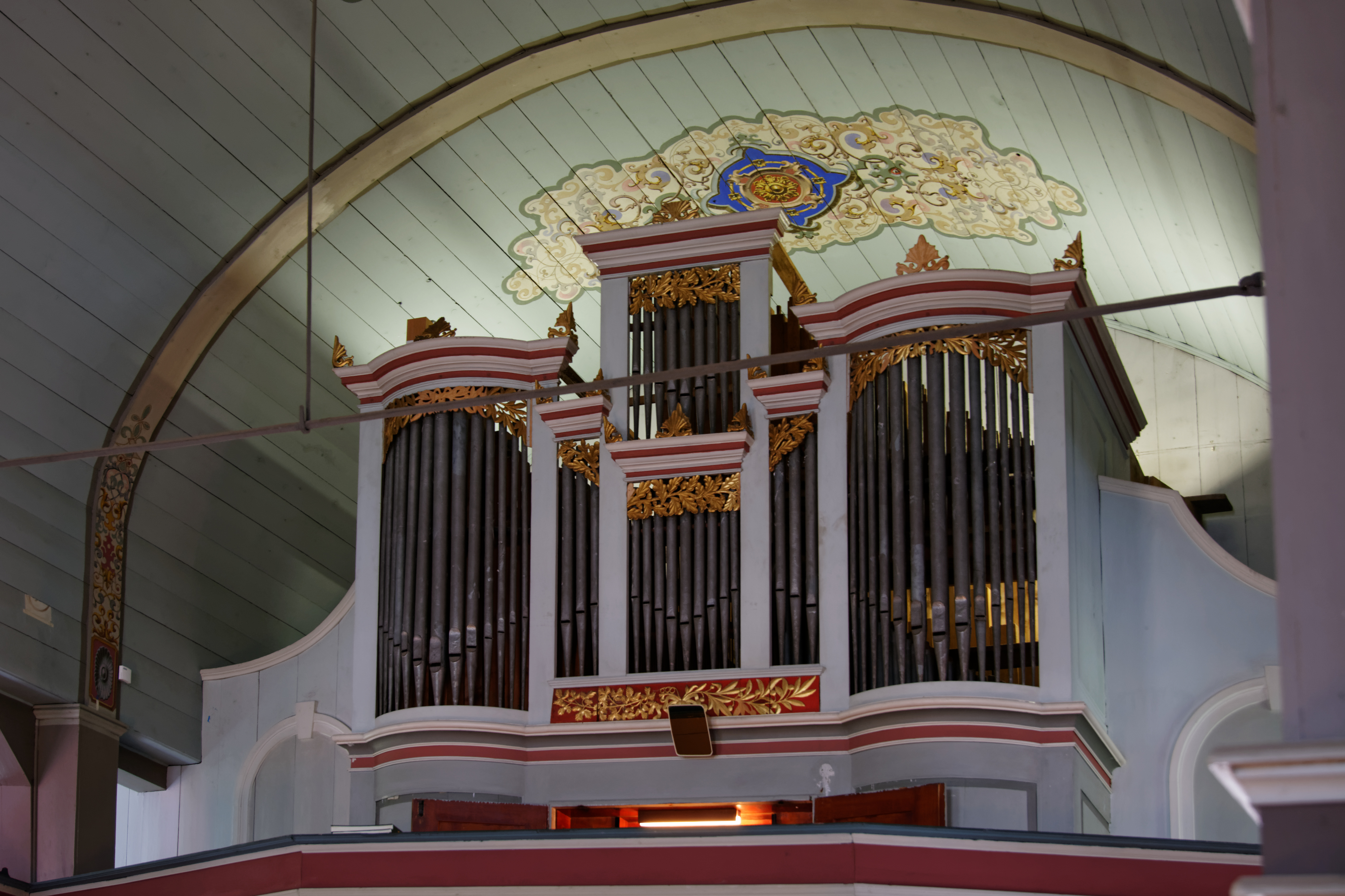
Engelhardt-Orgel

Die evangelisch-lutherische Kirche Lerbach steht in Lerbach, einem Ortsteil von Osterode am Harz im Landkreis Göttingen von Niedersachsen. Die Kirchengemeinde gehört zum Kirchenkreis Harzer Land im Sprengel Hildesheim-Göttingen der Evangelisch-lutherischen Landeskirche Hannovers.

## Beschreibung
Die senkrecht verbretterte Fachwerkkirche, die mit einem Krüppelwalmdach bedeckt ist, wurde 1728 erbaut und 1784 sowie 1823 auf die heutige Größe erweitert. An den Längsseiten sind Treppenhäuser angebaut, das im Norden wurde 1837 als schiefergedeckter Glockenturm erweitert. Die beiden Kirchenglocken mit einem Gewicht von 850 und 650 kg wurden erst 1974 eingesetzt. Die hohen Fenster an den Längsseiten sind dreifach unterteilt, an den Stirnseiten nur zweifach.
Der mit einem hölzernen Tonnengewölbe überspannte Innenraum hat doppelgeschossige Emporen, deren Brüstungen bemalt sind. Neben dem Kanzelaltar befinden sich Statuen der Apostel Petrus und Paulus sowie Durchgänge zur Sakristei. Die Orgel mit 14 Registern und einem Manual wurde 1830 von Johann Andreas Engelhardt gebaut. Mit seinem Sohn Carl Gustav erweiterte er sie 1963/64 um ein Oberwerk mit vier Registern und einem zweiten Manual. Die Schäden an der Orgel wurden 1950 durch Paul Ott behoben. Die letzte Ausbesserung führte 1979/80 Albrecht Frerichs durch.